# زنون (پروژه تحقیقاتی)

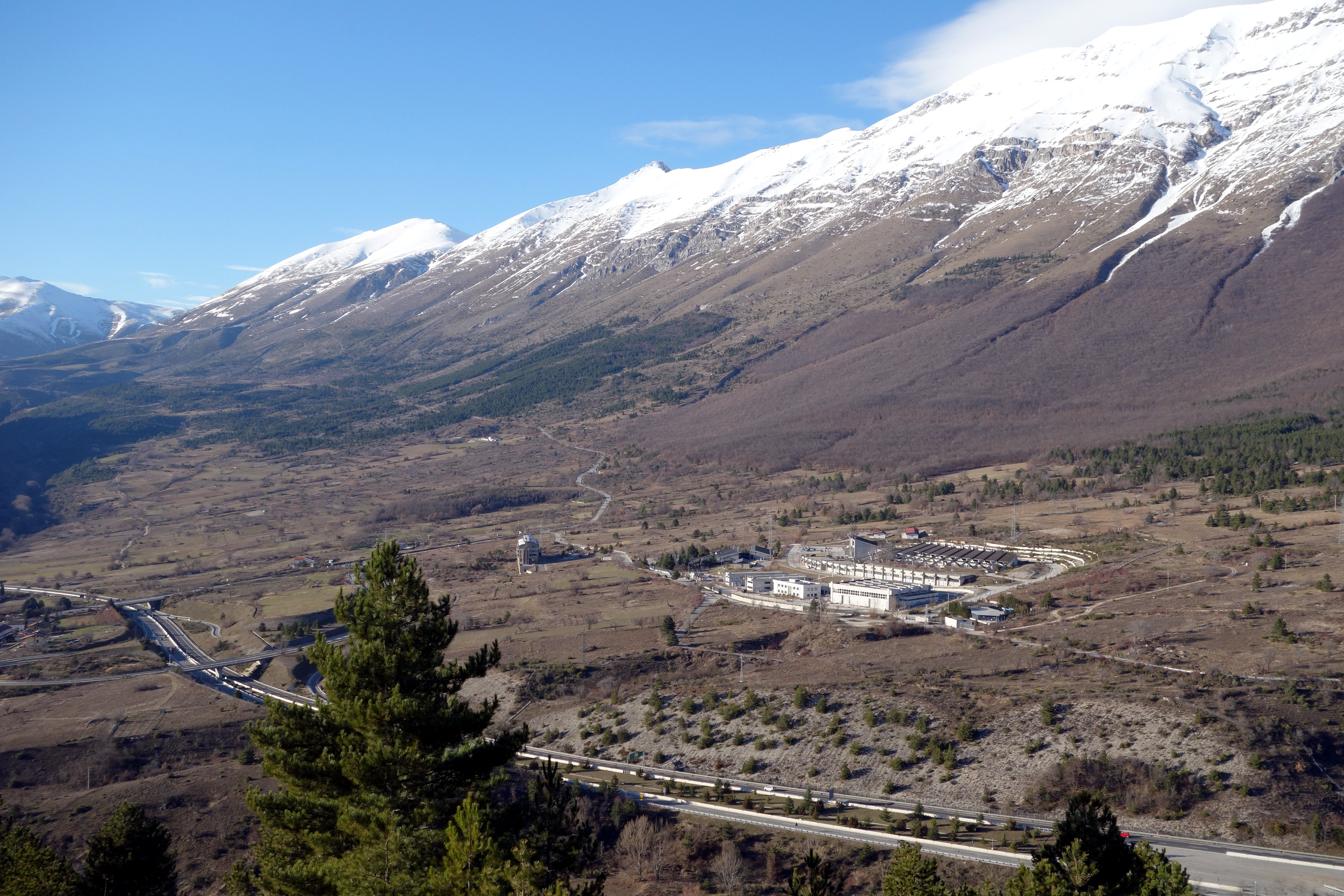
نمایی از آزمایشگاه‌های ملی گران ساسو ایتالیا (LNGS)

زنون (به انگلیسی: XENON) نام پروژه تحقیقاتی ماده تاریک است که در آزمایشگاه‌های ملی گران ساسو ایتالیا (LNGS) انجام می‌شود.
این آزمایشگاه تحقیقاتی یک مرکز عمیق زیرزمینی است که به‌طور فزاینده‌ای آزمایش‌هایی بلندپروازانه، با هدف شناسایی ذرات ماده تاریک در آن انجام می‌شود. هدف از این آزمایش‌ها شناسایی ذرات به شکل ذرات با برهمکنش ضعیف با جستجوی برهم‌کنش‌های کمیاب از طریق پس‌کش‌های هسته‌ای در محفظه ای شامل زنون مایع است. آشکارساز جریان این محفظه از یک محفظه پیش‌بینی زمان دو فاز (TPC) تشکیل شده‌است.

## اصول آشکارساز

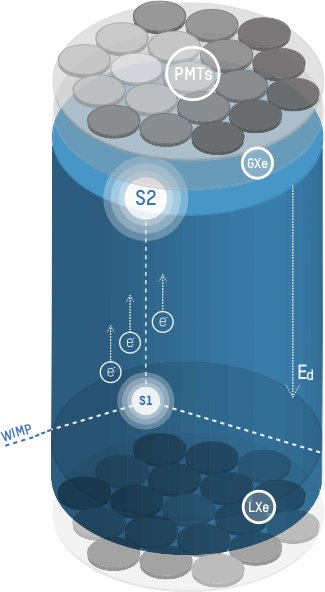
طرح واره ای از یک TPC دو فاز زنون

آزمایش XENON یک محفظه پیش‌بینی زمان دو فاز (TPC) را انجام می‌دهد که از یک هدف (تارگت) زنون مایع با فاز گازی در بالا استفاده می‌کند. دو آرایه از فتو مولتی پلیر لوله ای (PMT)، یکی در بالای آشکارساز در فاز گازی (GXE)، و یکی در پایین لایه مایع (LXE) به تشخیص نور سینتیلشن و الکترولومینسانس تولید شده هنگامی که ذرات باردار در تعامل با آشکارساز قرار می‌گیرند می پردازد. میدان‌های الکتریکی بر هر دو فاز مایع و گاز آشکارساز اعمال می‌شود. میدان الکتریکی در فاز گازی باید به اندازه کافی بزرگ باشد تا الکترون از فاز مایع استخراج شود.